# Scandix curvirostris
Scandix curvirostris är en flockblommig växtart som beskrevs av Svante Samuel Murbeck. Scandix curvirostris ingår i släktet nålkörvlar, och familjen flockblommiga växter. Inga underarter finns listade i Catalogue of Life.